# Cefalà Diana
Cefalà Diana – miejscowość i gmina we Włoszech, w regionie Sycylia, w prowincji Palermo.
Według danych na rok 2004 gminę zamieszkiwały 992 osoby, 110,2 os./km².